# Carbonera (España)
Carbonera es una pedanía del municipio de Saldaña situada en la provincia de Palencia, comunidad autónoma de Castilla y León (España). Está situada en la comarca de Vega-Valdavia. 
A 7,5 km de Saldaña.

## Etimología
El nombre del pueblo, Carbonera, significa "lugar de carboneo". 

## Demografía
Evolución de la población en el siglo XXI
| Gráfica de evolución demográfica de Carbonera entre 2000 y 2020    |
|                                                                    |
| Población de derecho (2000-2020) según el padrón municipal del INE |

## Historia
A la caída del Antiguo Régimen la localidad se constituye en municipio constitucional que en el censo de 1842 contaba con 6 hogares y 31 vecinos, para posteriormente integrarse en Villafruel , que forma parte del municipio de Saldaña desde la década de 1970 .